# Demostene (militare)
Demostene, figlio di  Alcistene del demo di Afidna (in greco antico: Δημοσθένης?, Demosthénes; metà del V secolo a.C. – Siracusa, 413 a.C.), è stato un militare ateniese, attivo durante la guerra del Peloponneso.

## Biografia
Risulta una prima notizia, al suo riguardo, nel 426 a.C., collegata ad un tentativo di invasione ateniese dell'Etolia. Demostene, infatti, aveva accolto la richiesta di aiuto degli abitanti di Naupatto, città fondata dagli esuli messeni sul golfo di Corinto, e si era lasciato convincere da loro a condurre una spedizione in Etolia, al fine di conquistare uomini e mezzi per tentare successivamente l'assalto della Beozia. I cittadini di Naupatto presentarono gli Etoli come scarsi di numero, inesperti e disorganizzati, perciò facili da conquistare. Le cose andarono però molto diversamente: gli Etoli, consapevoli della loro inferiorità numerica, ma forti della conoscenza del territorio, aspro e accidentato, decisero di non affrontare gli Ateniesi in campo aperto e si ritirarono verso l'interno, attirando Demostene in trappola. Demostene, illuso da facili vittorie, dopo aver senza disturbo occupato i villaggi etolici lasciati sguarniti, venne assalito all'improvviso da una serie di attacchi di guerriglia da parte degli Etoli che, posizionatisi in cima ai monti, nei dintorni di Egitio, bersagliarono agevolmente l'esercito invasore, causando gravissime perdite al nemico. Demostene, visto il  completo fallimento del piano si ritirò velocemente con quanto gli rimaneva e decise di rimanere, per il momento, distante da Atene, temendo per la propria vita.
Successivamente si mosse in aiuto dell'Acarnania e sconfisse Ambracia, colonia corinzia e base militare dei Peloponnesiaci: in perlustrazione sul Mar Ionio con 20 navi, sbarcò a Olpe e combatté contro l'esercito di Sparta comandato da Euriloco ed alleato di Ambracia. Demostene sconfisse Euriloco, che venne ucciso in battaglia, ed i Peloponnesiaci, obbligando Ambracia ad un trattato di pace. Vedi Battaglia di Olpe.
Nel 425 chiese di aggregarsi ad una flotta che avrebbe dovuto portare soccorsi agli alleati in Sicilia, con il preciso intento di operare incursioni nel Peloponneso, lungo il tragitto. Propose perciò di creare una base fortificata a Pilo. Gli strateghi della flotta tuttavia si opposero, perché urgeva soccorrere Corcira, nel frattempo minacciata da una flotta spartana. A causa di una tempesta gli Ateniesi attraccarono comunque a Pilo. Bloccati a terra da una successiva bonaccia, nonostante Demostene non riuscisse a convincere gli strateghi, i soldati spontaneamente si diedero a fortificare il porto, che divenne per Atene un'importante base vicina a Sparta. Apprezzato il buon lavoro svolto, Demostene fu lasciato a presidiare Pilo con cinque navi e i loro equipaggi.
Sparta, appresa la notizia della base ateniese a Pilo, la circondò dalla parte della terraferma e riuscì a sbarcare un esercito di opliti nella vicina isola di Sfacteria, che chiudeva naturalmente l'insenatura di Pilo. Quindi cercò di occupare la base fortificata dalla via del mare. Demostene allora condusse i suoi uomini sulla spiaggia per impedire agli Spartani, guidati da Brasida, di sbarcare in quel punto. Lo sbarco spartano fu respinto e la flotta ateniese, chiamata in soccorso da Corcira, arrivò in tempo per allontanare le navi spartane. Gli Spartani cercarono senza successo di negoziare la pace. Cleone fu inviato in aiuto a Demostene, che si stava preparando all'invasione di Sfacteria. I due Ateniesi condussero l'invasione e gli Spartani, messi alle strette, si arresero (Battaglia di Pilo e Battaglia di Sfacteria).
Nel 424 Demostene e Ippocrate cercarono di conquistare Megara, ma furono sconfitti da Brasida. Demostene si diresse allora a Naupatto, per dar manforte a una rivoluzione democratica e per raccogliere truppe per l'invasione della Beozia. Demostene e Ippocrate, però, non riuscirono a coordinare i loro attacchi e Ippocrate venne sconfitto nella battaglia di Delio. Demostene attaccò Sicione, ma fu ugualmente sconfitto.
Demostene fu nel 421 uno dei firmatari della pace di Nicia, che pose fine alla prima parte della guerra del Peloponneso (un altro Demostene fu firmatario per Sparta).
Nel 417 Demostene fu responsabile dell'evacuazione delle truppe ateniesi da Epidauro in seguito alla battaglia di Mantinea: organizzò gare di atletica e fece scappare le truppe ateniesi mentre i cittadini di Epidauro erano distratti dai giochi.
Nel 415 Atene attaccò Siracusa (spedizione ateniese in Sicilia). Una flotta spartana accorse presto a sostenere gli alleati di Siracusa e ne conseguì una situazione di stallo. Nel 414 Demostene ed Eurimedonte furono inviati con una nuova flotta di 73 navi e 5.000 opliti.  Durante il viaggio Demostene ed Eurimedonte approdarono alle isole Cheradi (di fronte a Taranto), per imbarcare 150 lanciatori di giavellotto messapi forniti da Artas principe messapico (dinastes) in nome di un antico trattato di amicizia (palaia philìa) tra Messapi e Ateniesi. Demostene riuscì a far sbarcare le sue truppe, ma venne sconfitto: vedendo l'accampamento ateniese devastato, consigliò di levare subito l'assedio e di ritornare ad Atene, dove sarebbero stati necessari per contrastare l'invasione spartana dell'Attica. Nicia, il generale ateniese, dapprima si oppose, finché arrivarono ancora altri soldati spartani. Tuttavia, mentre si preparavano a salpare si verificò un'eclissi lunare, che ritardò la partenza in quanto era considerata un cattivo auspicio. I Siracusani e gli Spartani li intrappolarono nella baia ed Eurimedonte fu ucciso. Gli Spartani costrinsero gli Ateniesi a far sbarcare nuovamente gli uomini. Demostene pensava che avrebbero ancora potuto scappare per mare, ma Nicia decise di trovare rifugio sulla terraferma. Dopo pochi giorni di marcia Nicia e Demostene persero i contatti; i Siracusani tesero un agguato a Demostene e lo costrinsero ad arrendersi. Anche Nicia venne catturato dopo poco tempo ed entrambi vennero uccisi, contro gli ordini del generale spartano Gilippo, che sperava di portare Demostene a Sparta come prigioniero.
Demostene fu anche uno dei personaggi dei Cavalieri di Aristofane. Insieme a Nicia, è uno schiavo che rovescia "il Paflagone", un personaggio che rappresenta Cleone. I personaggi erano basati su persone vere, contemporanee di Aristofane.